# Parque Nacional do Appennino Lucano - Val d'Agri - Lagonegrese
O Parque Nacional do Appennino Lucano - Val d'Agri - Lagonegrese (em italiano:  Parco Nazionale dell'Appennino Lucano - Val d'Agri - Lagonegrese) é um parque nacional italiano localizado na província de Potenza, na região de Basilicata.
Foi criado em 2007 e a sua extensão é de cerca de 70 mil hectares.
A fauna do parque inclui lobos, javalis e lontras ao longo do rio Agri.